# 秀山丘腹蛛
秀山丘腹蛛（学名：Episinus xiushanicus）为球蛛科丘腹蛛属的动物。在中国大陆，分布于湖北、甘肃、福建等地。该物种的模式产地在湖北秀山、甘肃文县。